# Cneu Domício Calvino
Cneu Domício Calvino (em latim: Gnaeus Domitius Calvinus) foi um político da gente Domícia da República Romana eleito cônsul por duas vezes, em 53 e 40 a.C., com Marco Valério Messala Rufo e Caio Asínio Polião respectivamente. Foi um partidário de Júlio César durante a Guerra Civil de César e apoiou depois o seu herdeiro, Otaviano, na Guerra Civil dos Liberatores.

## Primeiros anos
Calvino foi legado de Lúcio Valério Flaco na Ásia em 62 a.C. e tribuno da plebe em 59 a.C.. Durante seu mandato, apoiou o cônsul Marco Calpúrnio Bíbulo contra seu colega, Júlio César e seu aliado, o tribuno Públio Vatínio.
Três anos mais tarde, em 56 a.C., Calvino foi eleito pretor e presidiu os julgamentos de Lúcio Calpúrnio Béstia, acusado de suborno, e de Marco Célio Rufo, acusado de tentar envenenar Clódia, a irmã do tribuno Públio Clódio Pulcro.

## Escândalo
Em 54 a.C., foi candidato ao consulado e se viu envolvido em um célebre escândalo eleitoral quando tanto ele como o candidato Caio Mêmio subornaram os cônsules que se despediam da função naquele ano, Lúcio Domício Enobarbo e Ápio Cláudio Pulcro, que presidiriam as eleições. O acordo foi que os candidatos se comprometeriam a encontrar aos dois cônsules províncias lucrativas para que governassem depois como procônsules se eles os ajudassem na eleição. Caso o plano das províncias falhasse, o acordo era que os novos cônsules pagaram quarenta milhões de sestércios aos antigos.
O próprio Mêmio denunciou o plano ao Senado. A demora para nomear um tribunal para investigar a conduta de Calvino causou uma demora na eleição (sempre com a desculpa de maus auspícios) e, em outubro, os candidatos foram finalmente levados a julgamento acusados de suborno eleitoral (ambitus), mas ambos conseguiram escapar de uma sentença por ordem de um interrex que os partidários de Pompeu tentaram utilizar como meio de conseguir que ele fosse nomeado ditador. O mandato do interrex durou nove meses, que Calvino aproveitou para conseguir a amizade de Pompeu votando a favor da absolvição de Aulo Gabínio. Calvino acabou eleito cônsul com Marco Valério Messala Rufo no final do ano.
A situação se repetiu nas eleições consulares do ano seguinte: os candidatos Tito Ânio Papiano Milão e Metelo Cipião, assim como o candidato a pretor Clódio, conduziram suas campanhas com base em subornos, o uso da força e muita violência. Durante uma tentativa dos cônsules de eleger seus sucessores em uma assembleia do povo, o povo atirou pedras nos cônsules e Calvino saiu ferido.

## Guerra civil de César
Calvino só reaparece nas fontes em 49 a.C., já como aliado de Júlio César durante a guerra civil contra Pompeu. Dirigiu a cavalaria de Caio Escribônio Curião na África. Depois da mal-fadada Batalha do rio Bagradas, aconselhou Curião a fugir e lhe prometeu que não o abandonaria. Em 48 a.C., foi enviado com duas legiões até a Ilíria e a Macedônia, mas não realizou nenhum feito de relevo. Porém, seguindo Dião Cássio, Calvino teria sido expulso da Macedônio por Fausto Sula e recuou para a Tessália, onde derrotou Metelo Cipião e ocupou algumas fortalezas. Quando César desembarcou em Dirráquio, seu plano era unir suas forças às de Calvino, que estava no norte da Macedônia prestes a cair nas mãos de Pompeu. Os dois exércitos juntos recuaram até a fronteira com a Tessália e, na decisiva Batalha de Farsalos, Calvino comandou o centro do exército de César.
Depois da batalha, recebeu o governo da província da Ásia com a missão de impedir a invasão de Fárnaces, o rei do Bósforo, que aproveitou-se da guerra civil para invadir a província do Ponto, mas foi derrotado de forma acachapante na Batalha de Nicópolis, na Armênia (dezembro de 48 a.C.). A intervenção pessoal de César permitiu um rápido desfecho no conflito depois que o exército de Fárnaces foi completamente aniquilado na Batalha de Zela (47 a.C.). Apesar da derrota, Calvino continuou sendo amigo de confiança de César e recebeu a nova incumbência de perseguir os derrotados, que acabaram se rendendo em Sinope, pouco antes da paz ser assinada. César queria regressar para a Itália e deixou Calvino no comando de seus assuntos na Ásia.
No ano seguinte, 46 a.C., Calvino estava na África cercando Consídio em Thisdra. Em 45 a.C., estava em Roma para o julgamento do rei da Galácia, Deiótaro I. Finalmente, Calvino foi nomeado por César como seu mestre da cavalaria em 44 a.C., mas o assassinato do ditador impediu a posse.

### Segundo consulado (40 a.C.)
Não se conhecem detalhes da atividade política de Calvino depois da morte de César, mas, em 43 a.C., ele se converteu em um poderoso adversário de Caio Otávio Augusto (Otaviano) e participou da Guerra dos Liberatores, contra Marco Júnio Bruto e Caio Cássio Longino. Na Batalha de Filipos, em 42 a.C., levou reforços da Itália para a Grécia para o exército de Marco Antônio e Otávio, mas sua frota foi destruída pelo inimigo, sob o comando de Lúcio Estaio Murco e Cneu Domício Enobarbo, quando tentava atravessar o mar Jônico, com a perda de duas legiões.
Apesar desta nova derrota, foi premiado com um segundo consulado em 40 a.C., mas, antes do final do mandato, ele e seu colega, Caio Asínio Polião, tiveram que renunciar.
No ano seguinte, Calvino foi enviado por Otávio para governar a Hispânia, onde permaneceu por terês anos (entre 39 e 36 a.C.). Aparentemente, liderou campanhas vitoriosas em sua província, lutando contra os ceretanos e, quando voltou a Roma, recebeu a honra de um triunfo e foi nomeado imperator por suas tropas. Reconstruiu a Régia do Fórum Romano.
A partir deste momento, nada mais se sabe sobre sua vida a partir das obras literárias, apesar de uma inscrição, de 20 a.C., confirmar que ainda estava vivo nesta data e que era membro de uma importante família pontifícia, reservada apenas aos mais importantes seguidores do nascente Império Romano.
Apesar de sua falta de habilidade, diferente de outros cônsules de sua época, Calvino, apesar de suas derrotas e de um escândalo, conseguiu se manter sempre uma relevante atuação política. Foi também um dos pouquíssimos nobres romanos que apoiaram o partido de César e de Otaviano desde o começo.
Os denários cunhados durante seu mandato são bastante raros.